# São José do Goiabal
São José do Goiabal é um município brasileiro no interior do estado de Minas Gerais, Região Sudeste do país. Localiza-se no Vale do Rio Doce e pertence ao colar metropolitano do Vale do Aço, estando situado a cerca de 180 km a leste da capital do estado. Ocupa uma área de 189,578 km², sendo que 0,3 km² estão em perímetro urbano, e sua população em 2018 era de 5 454 habitantes.
A sede tem uma temperatura média anual de 21,1 °C e na vegetação original do município predomina a Mata Atlântica. Com 65% da população vivendo na zona urbana, a cidade contava, em 2009, com três estabelecimentos de saúde. O seu Índice de Desenvolvimento Humano (IDH) é de 0,666, classificado como médio em relação ao estado.
O povoamento da localidade teve início no começo do século XX, com a formação de um quilombo na região. Em 1914, estabeleceu-se a família de Manuel Ribeiro da Tôrre Júnior, que implantou a agricultura. A prosperidade da atividade atraiu novos moradores e a sede do até então distrito de Santa Isabel (hoje distrito de Juiraçu), subordinado a São Domingos do Prata, é transferida para o povoado em 1929, passando a denominar-se São José do Goiabal. Em 1938, o distrito passa a chamar-se simplesmente Goiabal, mas é emancipado com sua denominação atual em 12 de dezembro de 1953.
As principais manifestações culturais presentes no município são o artesanato e os grupos teatrais e de manifestações folclóricas, como o Congado, além dos eventos festivos, tais como o Carnaval (o Carná Goiaba) e as comemorações religiosas da Festa de São José, padroeiro municipal, e da Festa do Jubileu do Senhor do Bom Jesus.

## História
A região onde hoje se localiza o município de São José do Goiabal era habitada por índios do tronco Macro-jê, denominados pelos portugueses como Botocudos. A presença indígena no território atual do município pôde ser comprovada através dos objetos arqueológicos encontrados nas imediações da localidade de Palmeiras do Rio Doce. A existência de sesmarias é relatada desde o início do século XIX, com a decadência das atividades mineradoras de extração de ouro em Minas Gerais e posterior expansão da agricultura de subsistência nessa região do Estado.
Os primeiros donatários de terras na região, no entanto, abandonaram os empreendimentos existentes nas terras do atual município, possivelmente devido às dificuldades encontradas com os índios e com as diversas moléstias que afetavam a região. Os primeiros proprietários, ao se retirarem, deixaram diversos escravos que formaram o primeiro aldeamento no território do município. O primeiro povoado recebeu  nome de Goiaba, devido ao grande contingente de goiabeiras nativas existentes na localidade. Além disso, a localidade passou a ter características de um quilombo, ganhando certa importância na história de resistência africana no período do Brasil Império e da República Velha.
Até o começo do século XX, a região do atual município de São José do Goiabal era ocupada apenas por este grupo de negros, devido à existência de um quilombo na região. Em 1914, atraídos pela prosperidade das terras, outros brancos se estabeleceram na localidade, destacando-se Manuel Ribeiro da Tôrre Júnior, juntamente com seu filho José Césario e sua esposa, dando início às atividades agropecuárias. Mais tarde outros brancos se fixaram no lugar, dedicando-se, além da atividade agrícola, ao comércio e ao artesanato.
A localidade pertencia a São Domingos do Prata sob a condição de distrito e com o nome de Santa Isabel, criado pela lei estadual nº 556, de 30 de agosto de 1911. Pela lei estadual nº 843, de 7 de setembro de 1923, Santa Isabel recebe o nome de Juiraçu e pela lei estadual nº 1085, de 8 de outubro de 1929, é oficializada a transferência da sede distrital para o povoado, recebendo o nome de São José do Goiabal em homenagem ao orago São José e à considerável presença de goiabeiras nativas no local. Pelo decreto-lei estadual nº 148, de 17 de dezembro de 1938, o distrito passa a denominar-se simplesmente Goiabal, emancipando-se com a denominação de São José do Goiabal pela lei nº 1039, de 12 de dezembro de 1953, instalando-se em 1º de janeiro de 1954.

## Geografia
A área do município, segundo o Instituto Brasileiro de Geografia e Estatística (IBGE), é de 189,578 km², sendo que 0,3682 km² constituem a zona urbana. Situa-se a 19º55'13" de latitude sul e 42°42'18" de longitude oeste e está a uma distância de 184 quilômetros a leste da capital mineira, fazendo parte do colar metropolitano do Vale do Aço juntamente com outras 23 cidades (além dos quatro municípios principais). Seus municípios limítrofes são Dionísio, a norte; São Domingos do Prata, a oeste; Rio Casca, a sul; e São Pedro dos Ferros, a leste.
De acordo com a divisão regional vigente desde 2017, instituída pelo IBGE, o município pertence às Regiões Geográficas Intermediária e Imediata de Ipatinga. Até então, com a vigência das divisões em microrregiões e mesorregiões, fazia parte da microrregião de Itabira, que por sua vez estava incluída na mesorregião Metropolitana de Belo Horizonte.

### Relevo, hidrografia e meio ambiente
O relevo do município de São José do Goiabal é predominantemente montanhoso. Em aproximadamente 50 % do território goiabalense há o predomínio de mares de morros e terrenos montanhosos, enquanto cerca de 30 % é coberto por áreas planas e os 20 % restantes são lugares ondulados. A altitude máxima encontra-se na Serra da Cachoeirinha, que chega aos 820 metros, enquanto que a altitude mínima está no ribeirão Sacramento, com 270 metros. Já o ponto central da cidade está a 350 m. A vegetação predominante no município é a Mata Atlântica, sendo que a cidade conta com Fundo Municipal de Meio Ambiente e um Conselho Municipal de Meio Ambiente em atividade, criado em 1996 e de caráter paritário.
O território é banhado por vários pequenos rios e córregos, sendo os principais o rio Doce, o ribeirão Sacramento e o córrego do Açude, que fazem parte da bacia do rio Doce. Por vezes, na estação das chuvas, os rios que cortam o município sofrem com a elevação de seus níveis, provocando enchentes em suas margens, o que exige a existência de um sistema de alerta contra enchentes eficaz. A cidade foi uma das mais afetadas pelas enchentes de 1979, que também atingiram vários municípios do leste mineiro, e em 2003 e 2007 fortes chuvas provocaram novamente grandes inundações nas proximidades dos rios. Atualmente existe uma série de estações pluviométricas e fluviométricas instaladas na região, que são administradas pela Companhia de Pesquisa de Recursos Minerais (CPRM) e que visam a alertar a população de uma possível enchente.

### Clima
| Maiores acumulados diários de chuva registrados em São José do Goiabal por meses | Maiores acumulados diários de chuva registrados em São José do Goiabal por meses | Maiores acumulados diários de chuva registrados em São José do Goiabal por meses | Maiores acumulados diários de chuva registrados em São José do Goiabal por meses | Maiores acumulados diários de chuva registrados em São José do Goiabal por meses | Maiores acumulados diários de chuva registrados em São José do Goiabal por meses |
| Mês                                                                              | Acumulado                                                                        | Data                                                                             | Mês                                                                              | Acumulado                                                                        | Data                                                                             |
| -------------------------------------------------------------------------------- | -------------------------------------------------------------------------------- | -------------------------------------------------------------------------------- | -------------------------------------------------------------------------------- | -------------------------------------------------------------------------------- | -------------------------------------------------------------------------------- |
| Janeiro                                                                          | 115,9 mm                                                                         | 04/01/1997                                                                       | Julho                                                                            | 30,2 mm                                                                          | 13/07/1972                                                                       |
| Fevereiro                                                                        | 134,5 mm                                                                         | 12/02/1998                                                                       | Agosto                                                                           | 38,3 mm                                                                          | 07/08/2018                                                                       |
| Março                                                                            | 146,4 mm                                                                         | 23/03/1991                                                                       | Setembro                                                                         | 68,6 mm                                                                          | 16/09/1976                                                                       |
| Abril                                                                            | 88,2 mm                                                                          | 08/04/1980                                                                       | Outubro                                                                          | 110,8 mm                                                                         | 20/10/2008                                                                       |
| Maio                                                                             | 62,4 mm                                                                          | 21/05/1991                                                                       | Novembro                                                                         | 122,8 mm                                                                         | 28/11/2012                                                                       |
| Junho                                                                            | 50,2 mm                                                                          | 19/06/1971                                                                       | Dezembro                                                                         | 126,4 mm                                                                         | 16/12/1984                                                                       |
| Fonte: Agência Nacional de Águas e Saneamento Básico (ANA)                       |                                                                                  |                                                                                  |                                                                                  |                                                                                  |                                                                                  |

O clima goiabalense é caracterizado, segundo o IBGE, como tropical sub-quente semiúmido (tipo Aw segundo Köppen), tendo temperatura média anual de 21,1 °C com invernos secos e amenos e verões chuvosos e com temperaturas elevadas. O mês mais quente, fevereiro, tem temperatura média de 23,5 °C, sendo a média máxima de 28,6 °C e a mínima de 18,4 °C. E o mês mais frio, julho, de 17,7 °C, sendo 24,4 °C e 11,1 °C as médias máxima e mínima, respectivamente. Outono e primavera são estações de transição.
A precipitação média anual é de 1 312,9 mm, sendo julho o mês mais seco, quando ocorrem apenas 11,1 mm. Em dezembro, o mês mais chuvoso, a média fica em 274,7 mm. Nos últimos anos, entretanto, os dias quentes e secos durante o inverno têm sido cada vez mais frequentes, não raro ultrapassando a marca dos 30 °C, especialmente entre julho e setembro. Em agosto de 2011, por exemplo, a precipitação de chuva em São José do Goiabal não passou dos 0 mm. Durante a época das secas e em longos veranicos em pleno período chuvoso também são comuns registros de queimadas em morros e matagais, principalmente na zona rural da cidade, o que contribui com o desmatamento e com o lançamento de poluentes na atmosfera, prejudicando ainda a qualidade do ar.
Segundo dados da Companhia de Pesquisa de Recursos Minerais (CPRM), desde 1967 o maior acumulado de chuva registrado em 24 horas em São José do Goiabal foi de 146,4 mm no dia 23 de março de 1991. Outros grandes acumulados foram de 142 mm em 7 de março de 1999, 134,5 mm em 12 de fevereiro de 1998 e 126,4 mm em 16 de dezembro de 1984. De acordo com o Instituto Nacional de Pesquisas Espaciais (INPE), o município é o 33º colocado no ranking de ocorrências de descargas elétricas no estado de Minas Gerais, com uma média anual de 10,2269 raios por quilômetro quadrado (o 124º maior índice do Centro-Sul brasileiro).
| Dados climatológicos para São José do Goiabal | Dados climatológicos para São José do Goiabal | Dados climatológicos para São José do Goiabal | Dados climatológicos para São José do Goiabal | Dados climatológicos para São José do Goiabal | Dados climatológicos para São José do Goiabal | Dados climatológicos para São José do Goiabal | Dados climatológicos para São José do Goiabal | Dados climatológicos para São José do Goiabal | Dados climatológicos para São José do Goiabal | Dados climatológicos para São José do Goiabal | Dados climatológicos para São José do Goiabal | Dados climatológicos para São José do Goiabal | Dados climatológicos para São José do Goiabal |
| Mês                                           | Jan                                           | Fev                                           | Mar                                           | Abr                                           | Mai                                           | Jun                                           | Jul                                           | Ago                                           | Set                                           | Out                                           | Nov                                           | Dez                                           | Ano                                           |
| --------------------------------------------- | --------------------------------------------- | --------------------------------------------- | --------------------------------------------- | --------------------------------------------- | --------------------------------------------- | --------------------------------------------- | --------------------------------------------- | --------------------------------------------- | --------------------------------------------- | --------------------------------------------- | --------------------------------------------- | --------------------------------------------- | --------------------------------------------- |
| Temperatura máxima média (°C)                 | 28,3                                          | 28,6                                          | 28,6                                          | 27,2                                          | 25,7                                          | 24,7                                          | 24,4                                          | 25,8                                          | 26,5                                          | 27,2                                          | 27,3                                          | 27,3                                          | 26,8                                          |
| Temperatura mínima média (°C)                 | 18                                            | 18,4                                          | 18                                            | 16,2                                          | 13,6                                          | 11,6                                          | 11,1                                          | 12,3                                          | 14,3                                          | 16,6                                          | 17,6                                          | 17,9                                          | 15,4                                          |
| Precipitação (mm)                             | 222,5                                         | 156,8                                         | 150,2                                         | 77,2                                          | 29,1                                          | 15,4                                          | 11,1                                          | 15,2                                          | 47,3                                          | 116,3                                         | 197,1                                         | 274,7                                         | 1 312,9                                       |
| Fonte: Somar Meteorologia                     |                                               |                                               |                                               |                                               |                                               |                                               |                                               |                                               |                                               |                                               |                                               |                                               |                                               |

## Demografia
Em 2010, a população do município foi contada pelo Instituto Brasileiro de Geografia e Estatística (IBGE) em 5 636 habitantes. Segundo o censo daquele ano, 2 732 habitantes eram homens e 2 904 habitantes eram mulheres. Ainda segundo o mesmo censo, 3 689 habitantes viviam na zona urbana e 1 947 na zona rural. Já segundo estatísticas divulgadas em 2018, a população municipal era de 5 454 habitantes. Da população total em 2010, 1 256 habitantes (22,29%) tinham menos de 15 anos de idade, 3 763 habitantes (66,77%) tinham de 15 a 64 anos e 617 pessoas (10,95%) possuíam mais de 65 anos, sendo que a esperança de vida ao nascer era de 73,8 anos e a taxa de fecundidade total por mulher era de 2,0.

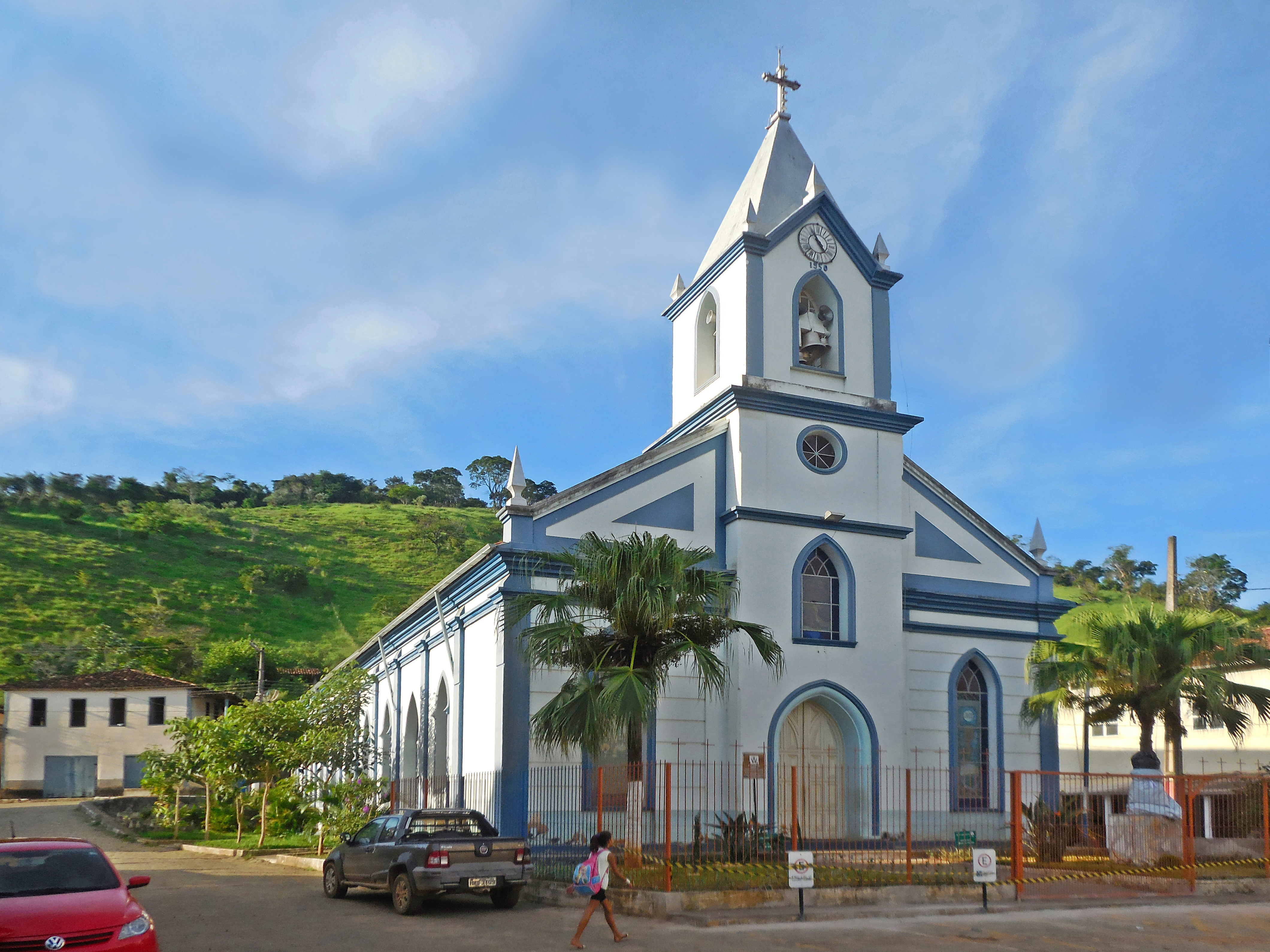
Igreja Matriz de São José, da Paróquia São José.

Em 2010, a população goiabalense era composta por 1 470 brancos (26,08%); 976 negros (17,32%); 88 amarelos (1,56%); 3 101 pardos (55,02%) e um indígena (0,02%). Considerando-se a região de nascimento, seis eram nascidos na Região Nordeste (0,11%), 5 618 no Sudeste (99,69%), quatro no Sul (0,06%) e oito no Centro-Oeste (0,14%). 5 596 habitantes eram naturais do estado de Minas Gerais (99,30%) e, desse total, 4 236 eram nascidos em São José do Goiabal (75,16%). Entre os 40 naturais de outras unidades da federação, o Espírito Santo era o estado com maior presença, com dez pessoas (0,18%), seguido por São Paulo, com nove residentes (0,16%), e pela Bahia, com seis habitantes residentes no município (0,11%).
O Índice de Desenvolvimento Humano Municipal (IDH-M) de Goiabal é considerado médio pelo Programa das Nações Unidas para o Desenvolvimento (PNUD), sendo que seu valor é de 0,666 (o 3115º maior do Brasil). A cidade possui a maioria dos indicadores próximos à média nacional segundo o PNUD. Considerando-se apenas o índice de educação o valor é de 0,553, o valor do índice de longevidade é de 0,814 e o de renda é de 0,657. De 2000 a 2010, a proporção de pessoas com renda domiciliar per capita de até meio salário mínimo reduziu em 54,2% e em 2010, 81,3% da população vivia acima da linha da pobreza, 15,1% encontrava-se na linha da pobreza e 3,6% estava abaixo e o coeficiente de Gini, que mede a desigualdade social, era de 0,52, sendo que 1,00 é o pior número e 0,00 é o melhor. A participação dos 20% da população mais rica da cidade no rendimento total municipal era de 56,2%, ou seja, 13 vezes superior à dos 20% mais pobres, que era de 4,3%.
De acordo com dados do censo de 2010 realizado pelo IBGE, a população de São José do Goiabal está composta por: 4 599 católicos (81,60%), 783 evangélicos (13,90%), 158 pessoas sem religião (2,80%), sete espíritas (0,12%) e 1,58% estão divididas entre outras religiões. Segundo divisão elaborada pela Igreja Católica, o município sedia a Paróquia São José, subordinada à Diocese de Itabira-Fabriciano.

## Política e administração

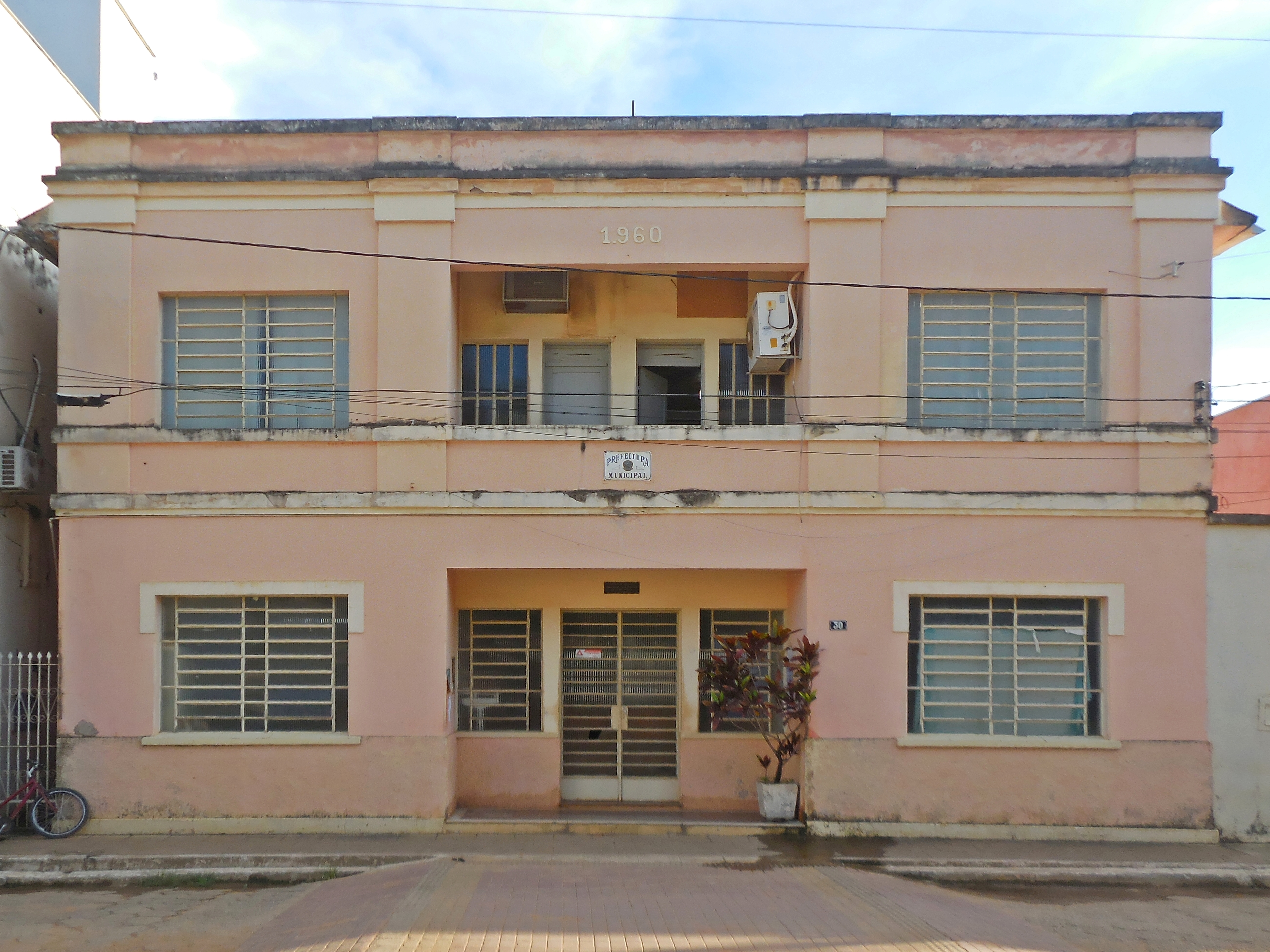
Prefeitura de São José do Goiabal

A administração municipal se dá pelos Poderes Executivo e Legislativo. O Executivo é exercido pelo prefeito, auxiliado pelo seu gabinete de secretários. O atual prefeito é José Roberto Gariff Guimarães, o Beto, do Partido Socialista Brasileiro (PSB), eleito nas eleições municipais de 2016 com 55,87% dos votos válidos e empossado em 1º de janeiro de 2017, ao lado de Geraldo Magela como vice-prefeito. O Poder Legislativo, por sua vez, é constituído pela câmara municipal, composta por nove vereadores. Cabe à casa elaborar e votar leis fundamentais à administração e ao Executivo, especialmente o orçamento participativo (Lei de Diretrizes Orçamentárias).
Em complementação ao processo Legislativo e ao trabalho das secretarias, existem também conselhos municipais em atividade, entre os quais dos direitos da criança e do adolescente e tutelar, criados em 2003. São José do Goiabal se rege por sua lei orgânica e é termo da Comarca de São Domingos do Prata, do Poder Judiciário estadual, de primeira entrância, juntamente com o município de Dionísio. O município possuía, em fevereiro de 2017, 4 787 eleitores, de acordo com o Tribunal Superior Eleitoral (TSE), o que representa 0,031% do eleitorado mineiro.

## Economia
O Produto Interno Bruto (PIB) de São José do Goiabal é um dos maiores de sua microrregião, destacando-se na agropecuária e na área de prestação de serviços. De acordo com dados do IBGE, relativos a 2011, o PIB do município era de R$ 38 971 mil. 995 mil eram de impostos sobre produtos líquidos de subsídios a preços correntes e o PIB per capita era de R$ 6 949,19. Em 2010, 58,65% da população maior de 18 anos era economicamente ativa, enquanto que a taxa de desocupação era de 6,54%. Salários juntamente com outras remunerações somavam 5 391 mil reais e o salário médio mensal de todo município era de 1,6 salários mínimos. Havia 134 unidades locais e 132 empresas atuantes.

### Setor primário
A agricultura é segundo setor mais relevante na economia de Goiabal. Em 2011, de todo o PIB da cidade, 8 643 mil reais era o valor adicionado bruto da agropecuária, enquanto que em 2010, 35,38% da população economicamente ativa do município estava ocupada no setor. Segundo o IBGE, em 2012 o município possuía um rebanho de 12 asininos, 10 852 bovinos, 80 bubalinos, 30 caprinos, 130 coelhos, 320 equinos, 141 muares, 35 ovinos, 903 suínos e 4 100 aves, entre estas 1 100 galinhas e 3 mil galos, frangos e pintinhos. Neste mesmo ano, a cidade produziu 2 068 mil litros de leite de 1 728 vacas, 8 mil dúzias de ovos de galinha e 3 170 quilos de mel de abelha.
| Produção de cana-de-açúcar, milho e mandioca (2012) | Produção de cana-de-açúcar, milho e mandioca (2012) | Produção de cana-de-açúcar, milho e mandioca (2012) |
| --------------------------------------------------- | --------------------------------------------------- | --------------------------------------------------- |
| Produto                                             | Área colhida (hectares)                             | Produção (tonelada)                                 |
| Cana-de-açúcar                                      | 60                                                  | 3 600                                               |
| Milho                                               | 300                                                 | 1 080                                               |
| Mandioca                                            | 6                                                   | 150                                                 |

Na lavoura temporária, são produzidos principalmente a cana-de-açúcar (3 600 toneladas produzidas e 60 hectares cultivados), o milho (1 080 toneladas e 300 hectares) e a mandioca (150 toneladas e seis hectares), além do alho e do feijão. Já na lavoura permanente, destacam-se a banana (40 toneladas produzidas e quatro hectares cultivados), a tangerina (45 toneladas produzidas e três hectares cultivados) e a laranja (42 toneladas e seis hectares), além do coco-da-baía e do café.

### Setores secundário e terciário
A indústria, em 2011, era o setor menos relevante para a economia do município. 3 865 reais do PIB municipal eram do valor adicionado bruto da indústria (setor secundário). A produção industrial ainda é incipiente na cidade, mesmo que comece a dar sinais de aprimoramento, sendo resumida principalmente à extração de madeira para suprir à demanda das siderúrgicas da Região Metropolitana do Vale do Aço, principalmente da Aperam South America, em Timóteo. Segundo estatísticas do ano de 2010, 0,12% dos trabalhadores de São José do Goiabal estavam ocupados no setor industrial extrativista e 4,08% na indústria de transformação. Também neste ano, 8,08% da população ocupada estava empregada no setor de construção, 1,72% nos setores de utilidade pública, 13,76% no comércio e 36,00% no setor de serviços e em 2011, 25 468 reais do PIB municipal eram do valor adicionado bruto do setor terciário.

## Infraestrutura

### Saúde
Em 2009, o município possuía três estabelecimentos de saúde entre hospitais, pronto-socorros, postos de saúde e serviços odontológicos, sendo todos eles públicos, pertencentes ao Sistema Único de Saúde (SUS) e dotados de atendimento ambulatorial com consultas médicas em especialidades básicas. Em 2012, 98,6% das crianças menores de 1 ano de idade estavam com a carteira de vacinação em dia. Em 2011, foram registrados 66 nascidos vivos, sendo que o índice de mortalidade infantil neste ano foi de 30,3 óbitos de crianças menores de cinco anos de idade a cada mil nascidos. Em 2010, 1,47% das mulheres de 10 a 17 anos tiveram filhos (todas acima dos 15 anos) e a taxa de atividade entre meninas de 10 a 14 anos era de 6,35%. 1 271 crianças foram pesadas pelo Programa Saúde da Família em 2012, sendo que 1% do total estava desnutrido.
O município integra o Consórcio Intermunicipal de Saúde da Microrregião do Vale do Piranga (CISAMAPI), conforme a Lei Municipal 990, de 20 de maio de 2010, o que permite que seus habitantes tenham acesso aos serviços de saúde especializada nos municípios que compõem o consórcio, sobretudo no município de Ponte Nova. Além de garantir ao poder público municipal implantar as diretrizes do Sistema Único de Saúde para toda a população residente no município.

### Educação

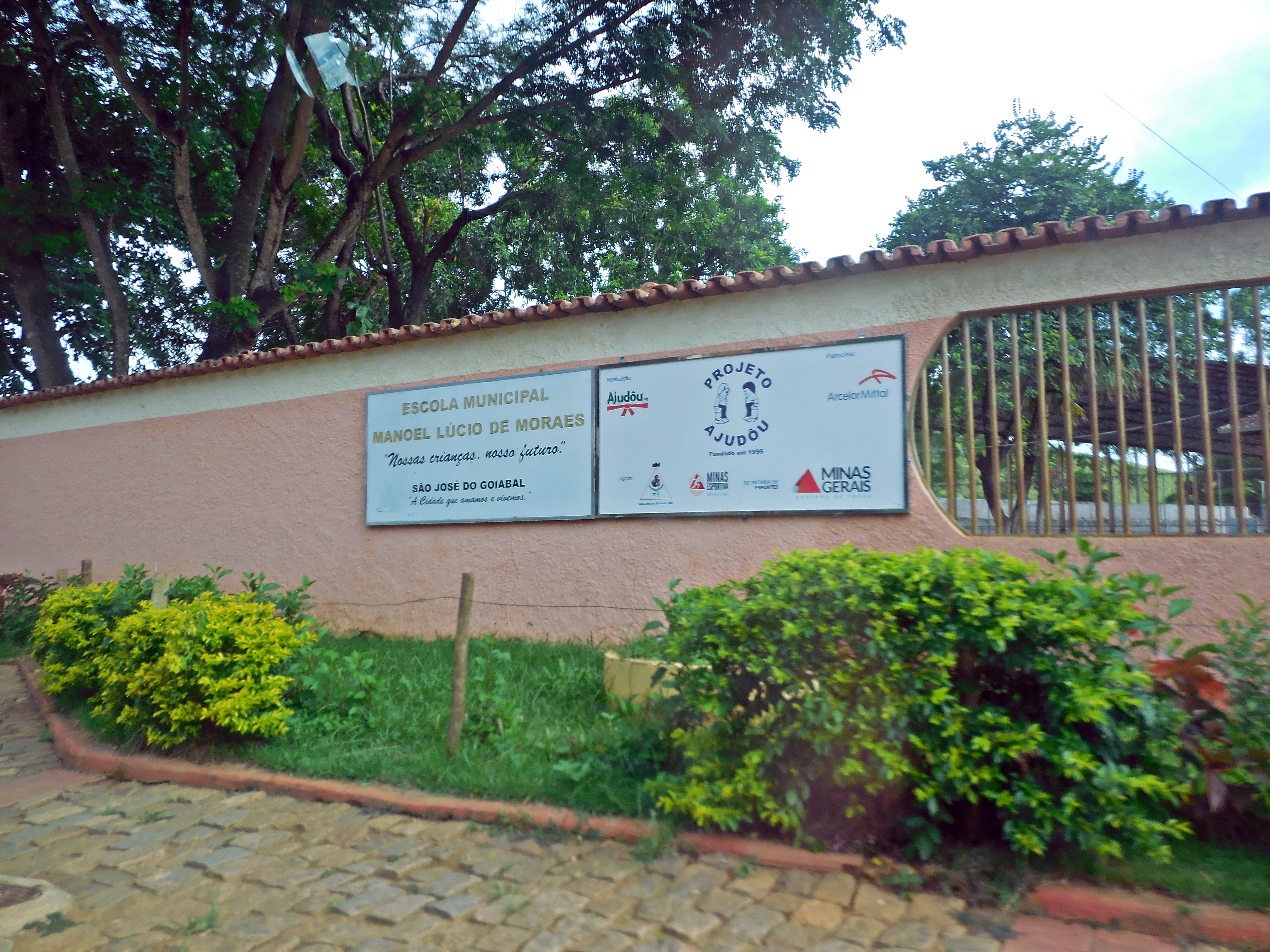
Vista parcial da Escola Municipal Manoel Lúcio de Moraes

Na área da educação, o Índice de Desenvolvimento da Educação Básica (IDEB) médio entre as escolas públicas de São José do Goiabal era, no ano de 2011, de 5,1 (numa escala de avaliação que vai de nota 1 a 10), sendo que a nota obtida por alunos do 5º ano (antiga 4ª série) foi de 5,8 e do 9º ano (antiga 8ª série) foi de 4,5; o valor das escolas públicas de todo o Brasil era de 4,0. Em 2010, 4,3% das crianças com faixa etária entre sete e quatorze anos não estavam cursando o ensino fundamental. A taxa de conclusão, entre jovens de 15 a 17 anos, era de 58,9% e o percentual de alfabetização de jovens e adolescentes entre 15 e 24 anos era de 98,4%. A distorção idade-série entre alunos do ensino fundamental, ou seja, com com idade superior à recomendada, era de 6,7% para os anos iniciais e 26,0% nos anos finais e, no ensino médio, a defasagem chegava a 30,8%. Dentre os habitantes de 18 anos ou mais, 37,38% tinham completado o ensino fundamental e 23,43% o ensino médio, sendo que a população tinha em média 10,64 anos esperados de estudo.
Em 2010, de acordo com dados da amostra do censo demográfico, da população total, 1 679 habitantes frequentavam creches e/ou escolas. Desse total, 116 frequentavam creches, 81 estavam no ensino pré-escolar, quatro na classe de alfabetização, onze na alfabetização de jovens e adultos, 909 no ensino fundamental, 298 no ensino médio, 104 na educação de jovens e adultos do ensino fundamental, 65 na educação de jovens e adultos do ensino médio, onze na especialização de nível superior e 81 em cursos superiores de graduação. 3 957 pessoas não frequentavam unidades escolares, sendo que 546 nunca haviam frequentado e 3 411 haviam frequentado alguma vez. Em 2012, havia 1 135 matrículas nas instituições de ensino da cidade e, neste mesmo ano, das três escolas do ensino fundamental, uma pertencia à rede pública municipal e duas à rede pública estadual. A escola que oferecia ensino médio pertencia à rede pública estadual.
| Ensino pré-escolar | 111 | 8  | 1 |
| Ensino fundamental | 748 | 45 | 3 |
| Ensino médio       | 276 | 27 | 1 |

### Habitação e serviços básicos

Rua Cristiano de Morais, no centro da cidade.

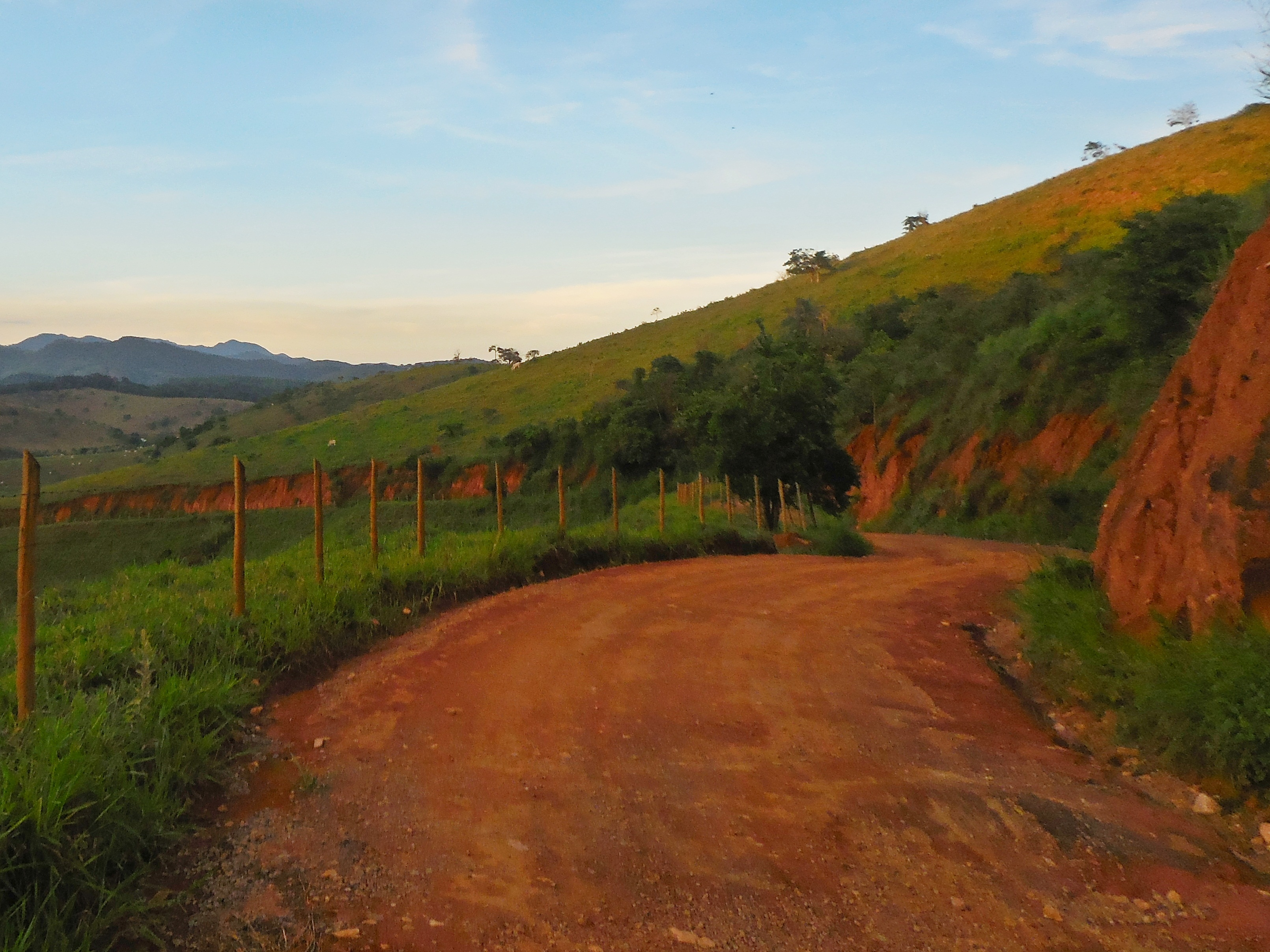
Trecho da MG-320 na zona rural do município

No ano de 2010, a cidade tinha 1 731 domicílios particulares permanentes. Desse total, 1 599 eram casas, 124 eram apartamentos e oito eram casas de vila ou em condomínios. Do total de domicílios, 1 430 são imóveis próprios (1 417 já quitados e 13 em aquisição), 176 foram alugados e 125 foram cedidos (27 cedidos por empregador e 98 cedidos de outra forma). Parte dessas residências conta com água tratada, energia elétrica, esgoto, limpeza urbana, telefonia fixa e telefonia celular. 1 205 domicílios eram atendidos pela rede geral de abastecimento de água (69,61% do total); 1 694 (97,86%) possuíam banheiros para uso exclusivo das residências; 1 304 (75,33% deles) eram atendidos por algum tipo de serviço de coleta de lixo; e 1 701 (98,26%) possuíam abastecimento de energia elétrica.
A responsável pelo serviço de abastecimento de energia elétrica é a Companhia Energética de Minas Gerais (Cemig). Segundo a empresa, em 2003 havia 1 846 consumidores e foram consumidos 2 791 060 KWh de energia. Já o serviço de abastecimento de água e coleta de esgoto da cidade é feito pela Companhia de Saneamento de Minas Gerais (Copasa), sendo que em 2008 havia 1 806 unidades consumidoras e eram distribuídos em média 517 m³ de água tratada por dia. O código de área (DDD) de São José do Goiabal é 031 e o Código de Endereçamento Postal (CEP) vai de 35986-000 a 35992-999. No dia 19 de janeiro de 2009, o município passou a ser servido pela portabilidade, juntamente com outros municípios com o mesmo DDD. A portabilidade é um serviço que possibilita a troca da operadora sem a necessidade de se trocar o número do aparelho.

### Transportes
A frota municipal no ano de 2012 era de 1 225 veículos, sendo 562 automóveis, 41 caminhões, três caminhões-trator, 71 caminhonetes, 22 caminhonetas, 15 micro-ônibus, 449 motocicletas, seis motonetas, 28 ônibus e 28 classificados como outros tipos de veículos. A Viação São Roque mantém linhas que ligam Goiabal a Dionísio, Timóteo, Coronel Fabriciano, Ipatinga e ao distrito de Cava Grande, em Marliéria.
São José do Goiabal é atendida por duas rodovias federais: a BR-381, que começa em São Mateus, no litoral do Espírito Santo, passa por Governador Valadares, pela Região Metropolitana do Vale do Aço, Região Metropolitana de Belo Horizonte e sul de Minas e termina na cidade de São Paulo; e a BR-262, que começa em Vitória, no Espírito Santo, passa por cidades como Belo Horizonte, Uberaba e Campo Grande e termina junto à fronteira com a Bolívia, em Corumbá, Mato Grosso do Sul. Também há a MG-320, que é uma ligação entre a BR-381 e a BR-262; e a LMG-760, que liga a cidade de Timóteo à BR-262, passando pelos distritos de Cava Grande (em Marliéria), Baixa Verde e Conceição de Minas (em Dionísio).

## Cultura

### Espaços e instituições culturais

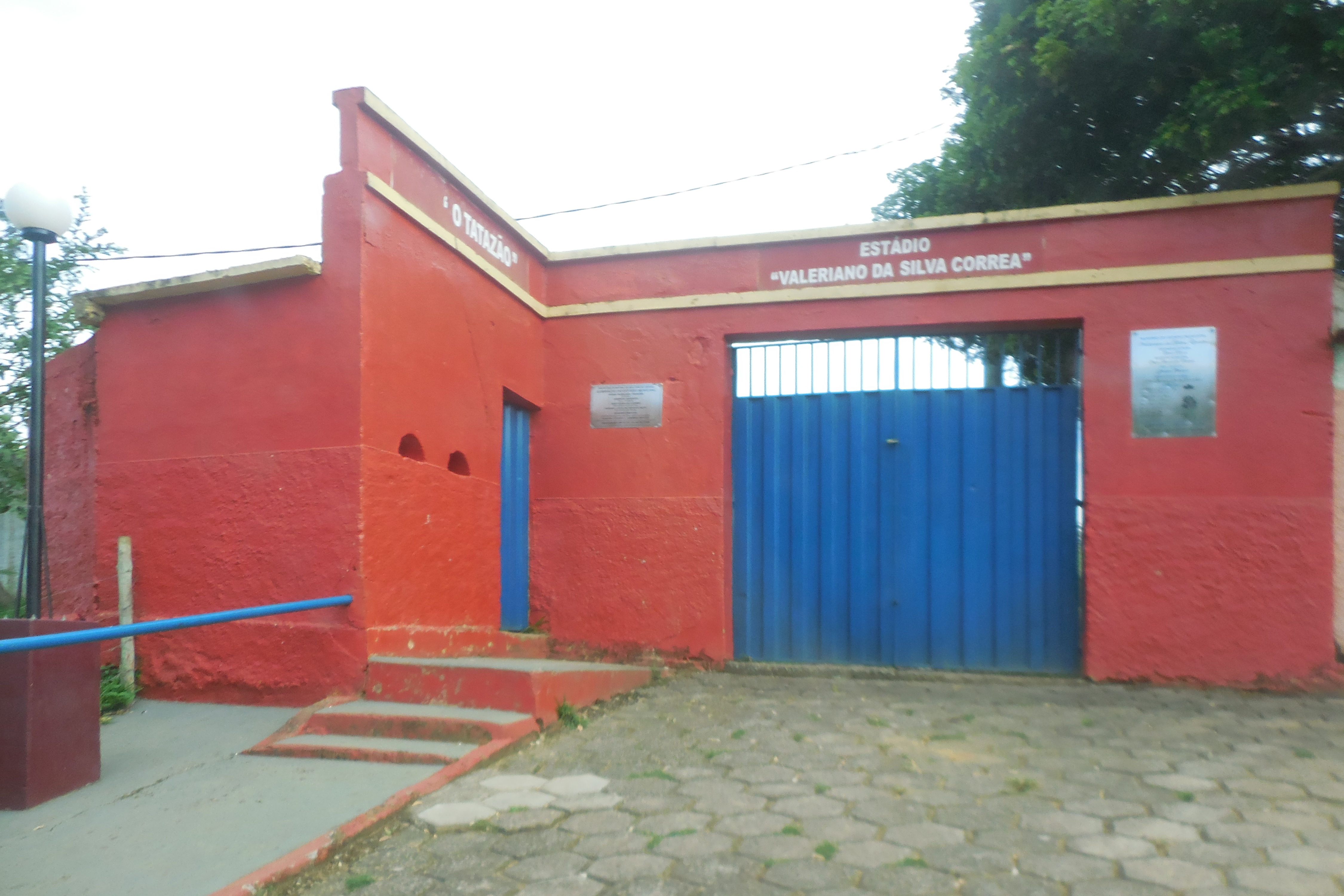
Entrada do Estádio Valeriano da Silva Correa

São José do Goiabal conta com um conselho municipal de cultura, criado em 2006, e um conselho de preservação do patrimônio, criado em 2005, sendo ambos paritários e de caráter consultivo, deliberativo, normativo e fiscalizador. Também há legislações municipais de proteção ao patrimônio cultural material e imaterial, ministradas por uma secretaria municipal exclusiva, que é o órgão gestor da cultura no município. Dentre os espaços culturais, destaca-se a existência de duas bibliotecas mantidas pelo poder público municipal e estádios ou ginásios poliesportivos, segundo o IBGE em 2005 e 2012.
Há existência de equipes artísticas de teatro, grupos de manifestação tradicional popular, grupos e bandas musicais, corais, orquestras e blocos carnavalescos, de acordo com o IBGE em 2012. O artesanato também é uma das formas mais espontâneas da expressão cultural goiabalense, sendo que, segundo o IBGE, as principais atividades artesanais desenvolvidas em Goiabal são o bordado e a tapeçaria.

### Manifestações e eventos
O principal movimento de manifestação religiosa é em relação aos milagres de padre Ermelindo, aclamado por muitos como santo. Nascido em Jequeri, em 1893, chegou a São José do Goiabal em 1959, onde faleceu em setembro de 1962. O túmulo do mesmo é visitado anualmente por milhares de romeiros e a Igreja vem investigando seus supostos milagres causados por um líquido que sai da lápide onde está enterrado o padre. A prefeitura, através de sua Secretaria de Cultura e Turismo, auxilia na manutenção do túmulo, bem como de bens culturais como o Grupo de Congado "Chico Carapina", a União Musical Goiabalense e eventos tradicionais.
Dentre os eventos, destacam-se o Carnaval de São José do Goiabal, o Carná Goiaba, que é organizado em janeiro (como pré-carnaval), fevereiro ou março e conta com desfiles de blocos carnavalescos da cidade e shows com bandas regionais; a Festa de São José, celebrada na semana de seu dia, 19 de março; a Festa do Dia do Trabalhador, em 1 de maio; o Encontro de Bandas de Músicas e a Festa do Jubileu do Senhor do Bom Jesus, em setembro; a Festa de Nossa Senhora do Rosário, em outubro; e as comemorações do aniversário da cidade, que é celebrado em 12 de dezembro.

### Feriados
Em São José do Goiabal há quatro feriados municipais e oito feriados nacionais, além dos pontos facultativos. Os feriados municipais são o dia do padroeiro, São José, comemorado em 19 de março; o dia da Assunção de Maria, em 15 de agosto; o dia do Jubileu do Senhor do Bom Jesus, em 14 de setembro; e o aniversário da cidade, celebrado em 12 de dezembro. De acordo com a lei federal nº 9.093, aprovada em 12 de setembro de 1995, os municípios podem ter no máximo quatro feriados municipais com âmbito religioso, já incluída a Sexta-feira Santa.